# Reflections (album de Gil Scott-Heron)
Pour les articles homonymes, voir Reflections.
Albums de Gil Scott-Heron
Real Eyes
(1980) Moving Target
(1982)
Reflections est un album de Gil Scott-Heron sorti en 1981.

## Titres
Toutes les chansons sont écrites et composées par Gil Scott-Heron, sauf mention contraire.
| 1.    | Storm Music                                      | 5:02  |
| 2.    | Grandma's Hands (Bill Withers)                   | 5:24  |
| 3.    | Is That Jazz? (Gil Scott-Heron, Glen Turner)     | 3:44  |
| 4.    | Morning Thoughts (Gil Scott-Heron, Vernon James) | 4:40  |
| 5.    | Inner City Blues (James Nyx, Marvin Gaye)        | 5:49  |
| 6.    | Gun                                              | 3:59  |
| 7.    | "B" Movie                                        | 12:11 |
| 41:03 |                                                  |       |